# سنونو النهر
سنونو النهر أو خُطاف النهر (الاسم العلمي: Pseudochelidon)، جنس طيور من فصيلة السنونو. يضم نوعان سنونو النهر الإفريقي Pseudochelidon eurystomina، الذي يوجد في الكونغو والغابون، وسنونو النهر ذو العين البيضاء Pseudochelidon sirintarae، ويوجد في تايلاند فقط.